# Gottersdorf (Walldürn)
Gottersdorf ist ein Stadtteil von Walldürn im Neckar-Odenwald-Kreis im Norden Baden-Württembergs.

## Geografische Lage
Der Ort liegt auf der „Walldürner Höhe“ etwa sieben Kilometer nordwestlich der Kernstadt an der Landstraße von Walldürn nach Miltenberg (L 518, in Bayern dann St 2309), unmittelbar südlich der Grenze zu Bayern und dem Landkreis Miltenberg. Der Naturpark Neckartal-Odenwald beinhaltet Teile der Gemarkung. Durch Gottersdorf führte bis 2019 der Fränkische Marienweg. Am Rand des Dorfs befindet sich der Gottersdorfer See.

## Geschichte

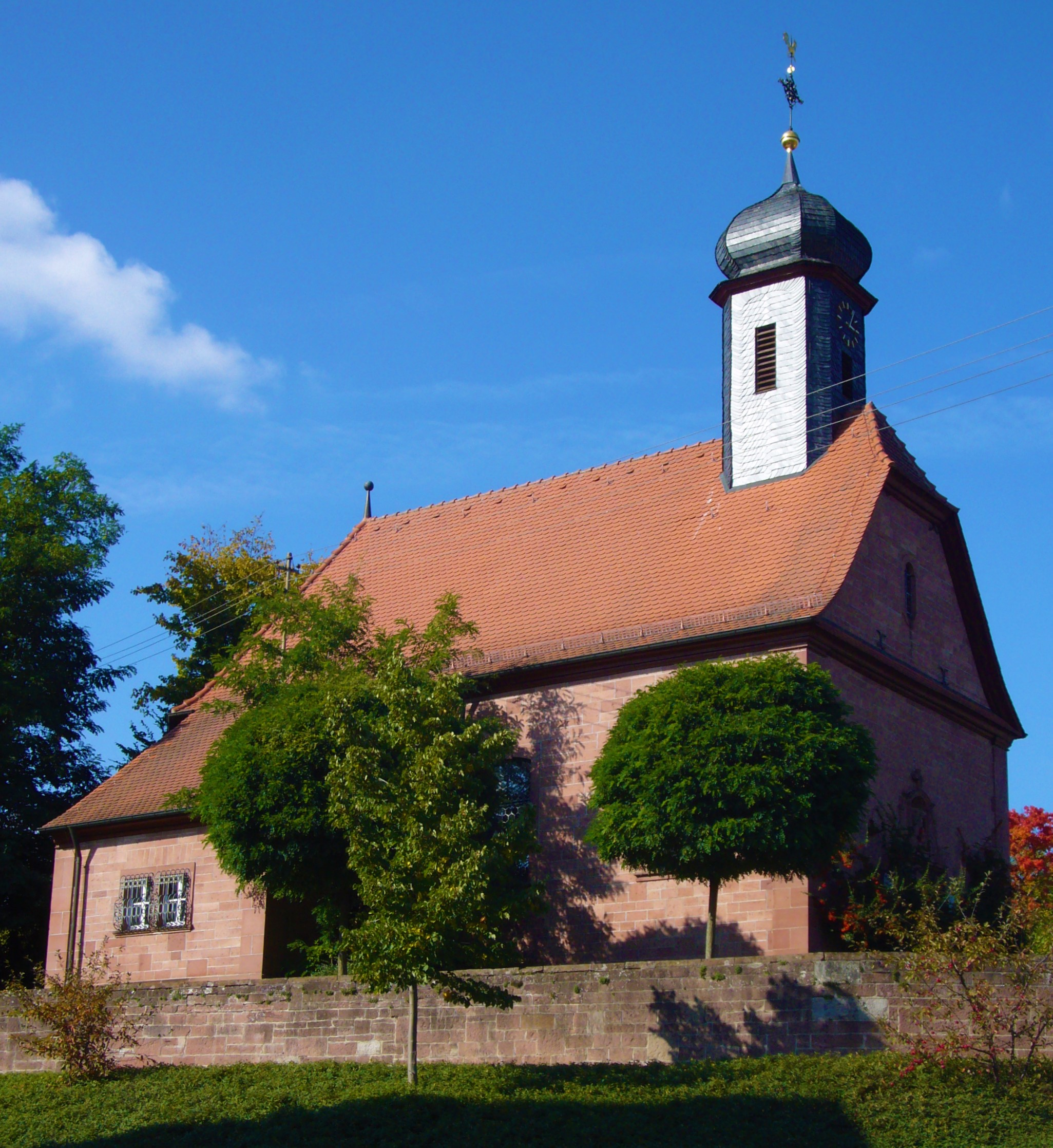
Gottersdorf, Kath. Kirche St. Michael

Germanische Funde auf der Gemarkung aus der Zeit um 2500 v. Chr. lassen auf bereits frühe Besiedelung schließen. Unmittelbar östlich vom heutigen Ort verlief der Obergermanisch-Raetische Limes in fast schnurgerader Linie von Nordwesten nach Südosten. Reste des Kleinkastells Haselburg und ehemaliger römischer Wachposten sind dort im Boden verborgen.
Der als Rodungssiedlung entstandene Ort wurde 1150 erstmals „Gottbrechtsdorf“ urkundlich erwähnt. Weitere Namen in der Folge sind „Gotthardsdorf“ (1395), „Gottersdorff“ (1449) und wiederum „Gotthardsdorf“ (1560). Der Ortsname geht also auf einen Mann namens Gottbrecht oder Gotthard zurück.
Lehensherren waren die Fürstbischöfe von Würzburg. Kurmainzer Besitz ging im 17. Jahrhundert wieder an Würzburg zurück. 1803 gelangte Gottersdorf im Rahmen der Säkularisation zum Fürstentum Leiningen, danach 1806 zum Großherzogtum Baden.
1935 bis 1945 war Gottersdorf nach Glashofen eingemeindet. Am 1. Dezember 1972 erfolgte die Eingemeindung nach Walldürn.

## Ehemaliges Wappen
Am 30. Juli 1958 erteilte das Innenministerium ein Wappen, das auf einem Vorschlag Generallandesarchivs von 1980 basierte. „In Silber (Weiß) auf einer goldenen (gelben) Mondsichel stehend die Gottesmutter in blauem Mantel mit goldener (gelber) Krone, in der Linken das Jesuskind in der Rechten ein goldenes (gelbes) Zepter haltend“. Das Wappen erlosch am 1. Januar 1972 mit der Eingemeindung nach Walldürn.

## Wirtschaft
Gottersdorf ist ein primär landwirtschaftlich geprägter Ort.

## Kultur und Sehenswürdigkeiten

### Odenwälder Freilandmuseum

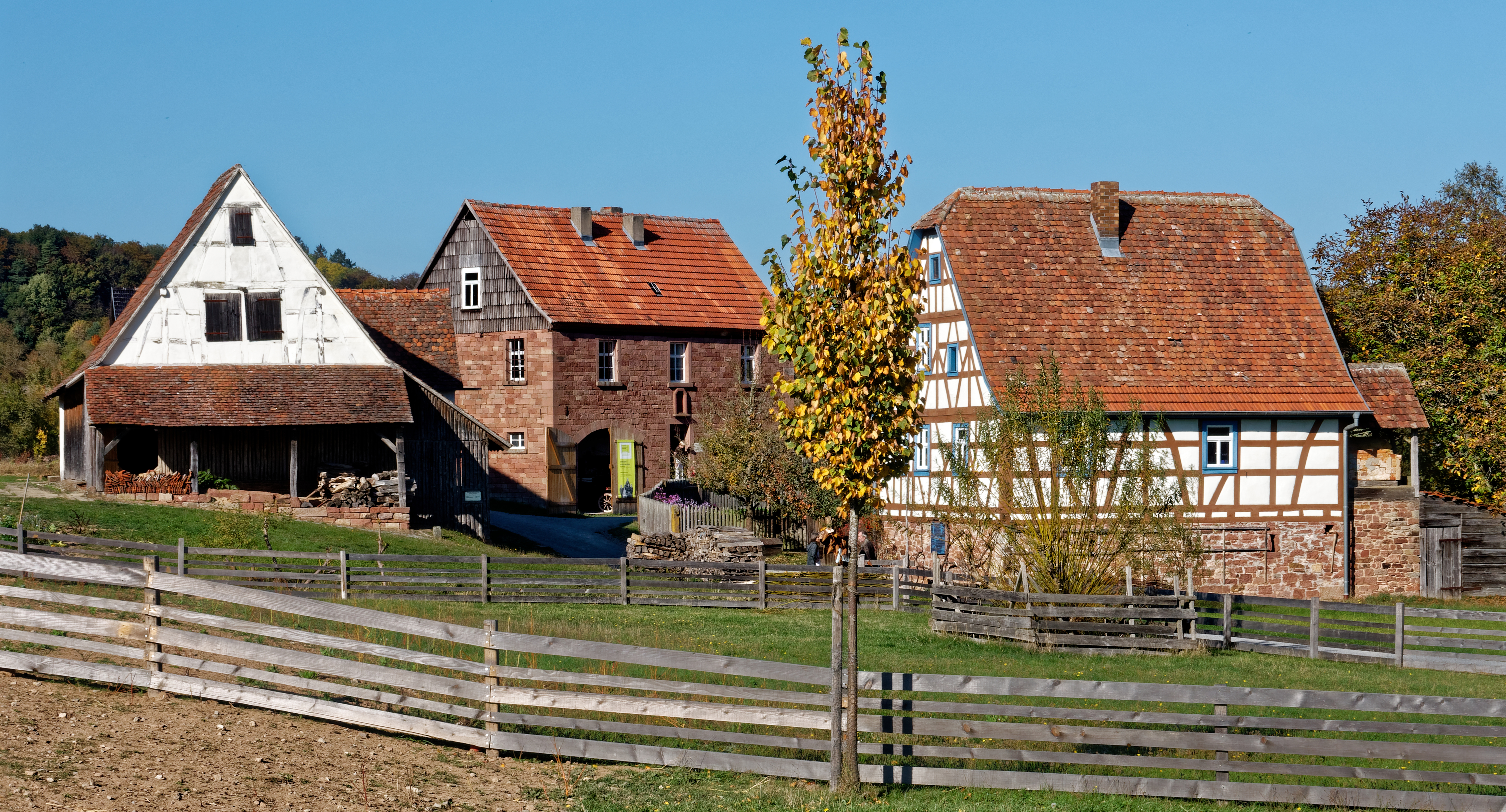
Odenwälder Freilandmuseum

In Gottersdorf befindet sich das Odenwälder Freilandmuseum mit ländlichen Gebäuden aus dem Odenwald und Bauland aus dem 17. bis 20. Jahrhundert, die an den ursprünglichen Standorten abgetragen und auf dem Museumsgelände originalgetreu wieder aufgebaut wurden. Das Museum gibt zudem realistische Einblicke in die ehemals meist schlichte Lebens- und Arbeitswelt in der Gegend.

## Belege
1. ↑  Gottersdorf auf www.wallduern.de, abgerufen am 3. März 2015
2. ↑  Verordnung des Ministeriums für Ernährung, Landwirtschaft, Umwelt und Forsten Baden-Württemberg über den Naturpark „Neckartal-Odenwald“ vom 6. Oktober 1986 (GBl. v. 23. Dezember 1986, S. 446). § 2, Abs. 2. LUBW Landesanstalt für Umwelt, Messungen und Naturschutz Baden-Württemberg, abgerufen am 13. März 2015.
3. ↑  Gottersdorf. LEO-BW, Landeskunde entdecken online, abgerufen am 3. März 2015.
4. ↑  Statistisches Bundesamt (Hrsg.): Historisches Gemeindeverzeichnis für die Bundesrepublik Deutschland. Namens-, Grenz- und Schlüsselnummernänderungen bei Gemeinden, Kreisen und Regierungsbezirken vom 27.5.1970 bis 31.12.1982. W. Kohlhammer, Stuttgart / Mainz 1983, ISBN 3-17-003263-1, S. 474 (Statistische Bibliothek des Bundes und der Länder [PDF; 41,1 MB]).
5. ↑  Die Wappen von Walldürn und seinen Stadtteilen. Webseite von Walldürn, archiviert vom Original (nicht mehr online verfügbar) am 26. Februar 2015; abgerufen am 3. März 2015.  Info: Der Archivlink wurde automatisch eingesetzt und noch nicht geprüft. Bitte prüfe Original- und Archivlink gemäß Anleitung und entferne dann diesen Hinweis.